# فرانکو میلیاچی
فرانکو میلیاچی (ایتالیایی: Franco Migliacci؛ زادهٔ ۲۸ اکتبر ۱۹۳۰ – درگذشتهٔ ۱۵ سپتامبر ۲۰۲۳) یک موسیقی‌دان، ترانه‌نویس، تهیه‌کننده موسیقی و هنرپیشه اهل ایتالیا بود.
از فیلم‌ها یا مجموعه‌های تلویزیونی که وی در آن‌ها نقش داشته‌است می‌توان به برای عشق… برای افسون… اشاره نمود.